# Нижнеяблочное сельское поселение
Нижнея́блочное се́льское поселе́ние — муниципальное образование в составе Котельниковского района Волгоградской области.
Административный центр — хутор Нижнеяблочный.

## История
Нижнеяблочное сельское поселение образовано 14 марта 2005 года в соответствии с Законом Волгоградской области № 1028-ОД.

## Население
| 2010  | 2012  | 2013  | 2014  | 2015  | 2016  | 2017  |
| ----- | ----- | ----- | ----- | ----- | ----- | ----- |
| 1510  | ↘1487 | ↗1493 | ↘1468 | ↘1449 | ↘1441 | ↘1414 |
| 2018  | 2019  | 2020  | 2021  |       |       |       |
| ↘1399 | ↘1382 | ↘1371 | ↘1366 |       |       |       |

## Состав сельского поселения
| № | Населённый пункт | Тип населённого пункта        | Население |
| - | ---------------- | ----------------------------- | --------- |
| 1 | Верхнеяблочный   | хутор                         | 336       |
| 2 | Нижнеяблочный    | хутор, административный центр | 1174      |